# Hans Lagerqvist
Hans Lagerqvist (Göteborg, 1940. április 28. – 2019. július 22.) fedett pályás Európa-bajnoki ezüstérmes svéd atléta, rúdugró, olimpikon.

## Pályafutása
Az 1972-es fedett pályás Európa-bajnokságon ezüstérmet szerzett. A győztes Wolfgang Nordwiggal együtt 5,40 méteres eredményt ért el, de Lagerqvistnek több próbálkozásra volt szüksége ehhez. Az 1971-es Európa-bajnokságon negyedik, az 1971-es fedett pályás Európa-bajnokságon hetedik lett. Részt vett az 1972-es müncheni olimpián és a hetedik helyen végzett. 1965 és 1972 között svéd bajnok volt.

## Sikerei, díjai
- fedett pályás Európa-bajnokság
  - ezüstérmes: 1972, Grenoble